# Violet Cliff
Violet Cliff (* 2. November 1916 in Bath; † 23. März 2003 in Winchester) war eine britische Eiskunstläuferin, die im Paarlauf startete.
Cliff trat im Paarlauf gemeinsam mit ihrem Ehemann Leslie Cliff an. Im Zeitraum von 1933 bis 1937 nahmen sie an vier Europameisterschaften teil. Ihre einzige Medaille errangen sie dabei 1936 in Berlin, als sie Vize-Europameister hinter Maxi Herber und Ernst Baier wurden.
Von 1936 bis 1939 nahmen die Cliffs an allen Weltmeisterschaften teil. 1936 in Paris und 1937 in London gewannen sie die Bronzemedaille hinter Herber und Baier und den Österreichern Ilse und Erik Pausin.
Bei ihren einzigen Olympischen Spielen belegten sie 1936 in Garmisch-Partenkirchen den siebten Platz.

## Ergebnisse

### Paarlauf
(mit Leslie Cliff)
| Wettbewerb / Jahr       | 1933 | 1934 | 1935 | 1936 | 1937 | 1938 | 1939 |
| ----------------------- | ---- | ---- | ---- | ---- | ---- | ---- | ---- |
| Olympische Winterspiele |      |      |      | 7.   |      |      |      |
| Weltmeisterschaften     |      |      |      | 3.   | 3.   | 4.   | 5.   |
| Europameisterschaften   | 4.   |      | 7.   | 2.   | 4.   |      |      |